# Robert N. Proctor

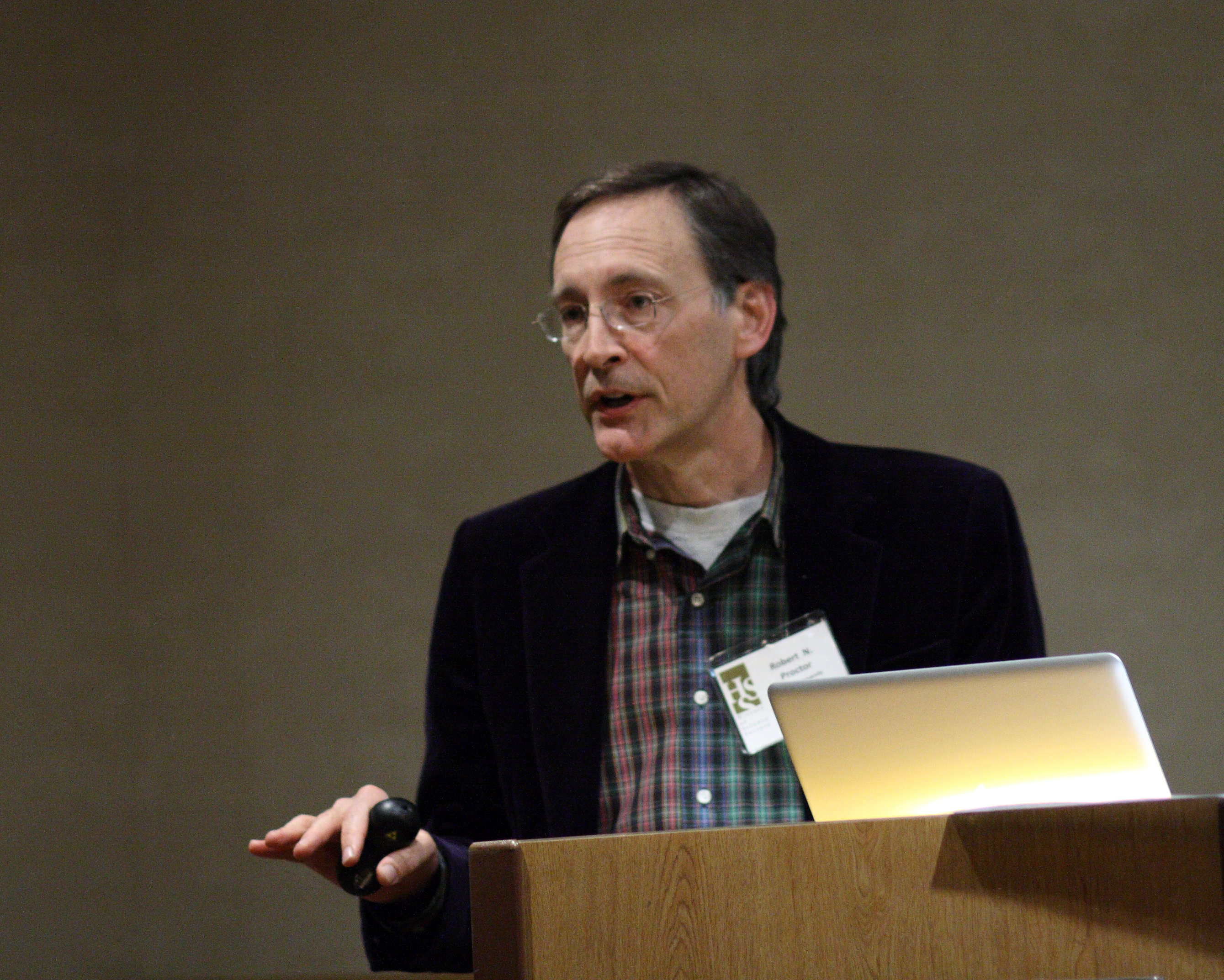
Robert N. Proctor tại một buổi họp mặt của History of Science Society, 2009

Robert Neel Proctor (sinh năm 1954) là một nhà sử học khoa học Mỹ và lý thuyết gia khoa học tập trung vào y sinh và sự thực hiện chính trị của chúng tại Hoa Kỳ và Châu Âu. Ông trở nên nổi tiếng trong quần chúng rộng lớn thông qua lời khai của ông như là nhà sử học đầu tiên trong một vụ kiện chống lại ngành công nghiệp thuốc lá Mỹ.

## Học vấn và sự nghiệp
Proctor nghiên cứu sinh vật học tại Đại học Indiana cho đến năm 1976 và Lịch sử Khoa học tại Đại học Harvard cho đến năm 1977, nơi ông 1984 nhận được bằng tiến sĩ. Ông dạy tại một số trường trong đó có Harvard, Princeton và Yale và là giáo sư tại Đại học Stanford. Cùng với vợ mình, nhà sử học Londa Schiebinger, ông đã dẫn dắt 9 năm Chương trình Khoa học, Y học và Công nghệ trong Văn hóa tại Đại học bang Pennsylvania. Từ tháng giêng đến tháng 6 năm 2000, ông là nhà khoa học thỉnh giảng tại Ủy ban lịch sử độc lập nghiên cứu từ 1998-2005, sự dính líu của hội hoàng đế Wilhelm trong chủ nghĩa Đức Quốc xã. Ông hiện là giáo sư lịch sử tại Đại học Stanford ở California.
Ông cũng là người đặt ra thuật ngữ "agnotology" để miêu tả nghiên cứu về sự thiếu hiểu biết hay hoài nghi do văn hoá gây ra, đặc biệt là việc xuất bản các dữ liệu khoa học không chính xác hoặc gây nhầm lẫn.
Proctor năm 2002 được bầu vào học viện American Academy of Arts and Sciences.

## Công bố
- Racial Hygiene. Medicine Under the Nazis. Harvard University Press, Cambridge 1988, ISBN 0-674-74578-7.
- Value-free Science? Purity and Power in Modern Knowledge. Harvard University Press, Cambridge 1991, ISBN 0-674-93170-X.
- Cancer Wars. How Politics Shapes What We Know and Don’t Know about Cancer. BasicBooks, New York 1995, ISBN 0-465-02756-3.
- The anti-tobacco campaign of the Nazis. A little known aspect of public health in Germany, 1933-45. In: British Medical Journal. 1996, No 7070, Volume 313.
- The Nazi War on Cancer. Princeton University Press, Princeton 1999, ISBN 0-691-07051-2.
  - Blitzkrieg gegen den Krebs. Gesundheit und Propaganda im Dritten Reich. Klett-Cotta, Stuttgart 2002, ISBN 3-608-91031-X.
  - Die Lungen des „erwählten Volkes“ sind rein, Rezension von Oliver Hochadel, Freitag, 22. März 2002.
  - Rezensionsnotizen beim Perlentaucher
- Adolf Butenandt (1903 - 1995). Nobelpreisträger, Nationalsozialist und MPG-Präsident. Ein erster Blick in den Nachlass. Max-Planck-Institut für Wissenschaftsgeschichte, Berlin 2000. online, PDF
- Commentary: Schairer and Schöniger’s forgotten tobacco epidemiology and the Nazi quest for racial purity Lưu trữ ngày 7 tháng 8 năm 2008 tại Wayback Machine. In: International Journal of Epidemiology. 2001, Volume 30, Number 1, S. 31–34.
- Tobacco and Health. Expert Witness Report Filed on behalf of Plaintiffs in: „The United States of America, Plaintiff, v. Philip Morris, Inc., et al., Defendants“ Lưu trữ ngày 15 tháng 11 năm 2013 tại Wayback Machine (Prozessgutachten vom 10. Mai 2002). In: The Journal of Philosophy, Science & Law. Volume 4. März 2004.
- Golden Holocaust. Origins of the Cigarette Catastrophe and the Case for Abolition. University of California Press, 2012, ISBN 978-0-520-27016-9.
  - Das tödlichste Ding der Welt, Rezension von Oliver Hochadel, Der Standard, 3. März 2012